# Gestão de relacionamento com fornecedores
A Gestão de relacionamento com fornecedores (em inglês: Supplier relationship management (SRM)) é a disciplina de planejar e gerenciar estrategicamente todas as interações com organizações de terceiros que fornecem bens e/ou serviços a uma organização, a fim de maximizar o valor dessas interações. Na prática, o SRM implica a criação de relacionamentos mais próximos e mais colaborativos com os principais fornecedores, a fim de descobrir e obter novo valor e reduzir o risco de falha.

## Visão global
O gerenciamento de relacionamento com fornecedores é a avaliação sistemática em toda a empresa dos ativos e recursos dos fornecedores em relação à estratégia geral de negócios, determinação de quais atividades se envolver com diferentes fornecedores e planejamento e execução de todas as interações com fornecedores, de forma coordenada entre o ciclo de vida do relacionamento, para maximizar o valor realizado por meio dessas interações. O foco da SRM é desenvolver relacionamentos bidirecionais e benéficos para parceiros estratégicos de suprimentos, a fim de oferecer maiores níveis de inovação e vantagem competitiva do que seria possível com a operação independente ou por meio de um acordo tradicional de compra de transações.
De muitas maneiras fundamentais, o SRM é análogo ao gerenciamento de relacionamento com o cliente. Assim como as empresas têm várias interações ao longo do tempo com seus clientes, elas também interagem com os fornecedores – negociando contratos, comprando, gerenciando logística e entrega, colaborando no design do produto etc. O ponto de partida para definir o SRM é o reconhecimento de que essas várias interações os fornecedores não são discretos e independentes – eles são pensados com precisão e utilidade como compreendendo um relacionamento, que pode e deve ser gerenciado de maneira coordenada através dos pontos de contato das unidades funcionais e de negócios e por todo o ciclo de vida do relacionamento.

## Componentes do SRM
O SRM exige uma consistência de abordagem e um conjunto definido de comportamentos que promovem a confiança ao longo do tempo. O SRM eficaz exige não apenas institucionalizar novas maneiras de colaborar com os principais fornecedores, mas também desmantelar ativamente as políticas e práticas existentes que podem impedir a colaboração e limitar o valor potencial que pode ser derivado dos relacionamentos com os principais fornecedores. Ao mesmo tempo, o SRM deve acarretar mudanças recíprocas nos processos e políticas dos fornecedores.

### Estrutura organizacional
Embora não exista um modelo correto para implantar o SRM no nível organizacional, existem conjuntos de elementos estruturais relevantes na maioria dos contextos:
1. Uma equipe ou escritório formal de SRM no nível corporativo. O objetivo desse grupo é facilitar e coordenar as atividades de SRM entre funções e unidades de negócios. O SRM é inerentemente multifuncional e requer uma boa combinação de habilidades comerciais, técnicas e interpessoais. Essas habilidades “mais suaves” em relação à comunicação, escuta, influência e gerenciamento de mudanças são críticas para o desenvolvimento de relações de trabalho fortes e confiáveis.
2. Uma função formal de Gerente de Relacionamento ou Gerente de Conta de Fornecedor. Essas pessoas geralmente fazem parte da unidade de negócios que interage com mais frequência com esse fornecedor ou podem ser preenchidas por um gerente de categoria na função de compras. Essa função pode ser uma posição dedicada em tempo integral, embora as responsabilidades de gerenciamento de relacionamento possam fazer parte de funções mais amplas, dependendo da complexidade e importância do relacionamento com o fornecedor (consulte Segmentação de fornecedores). Os gerentes da SRM compreendem os objetivos estratégicos e de negócios de seus fornecedores e podem ver os problemas do ponto de vista do fornecedor, equilibrando os requisitos e as prioridades de sua própria organização.
3. Um patrocinador executivo e, para relacionamentos estratégicos e complexos com fornecedores, um comitê de direção multifuncional. Esses indivíduos formam um elo claro entre as estratégias de SRM e as estratégias gerais de negócios, servem para determinar a priorização relativa entre as diferentes metas de uma empresa, à medida que impactam os fornecedores, e agem como um órgão de resolução de disputas.[3]

### Governança
A função de escritório e cadeia de suprimentos do SRM é normalmente responsável pela definição do modelo de governança do SRM, que inclui uma estrutura de governança clara e acordada em conjunto para alguns fornecedores estratégicos de primeira linha. A governança eficaz deve incluir não apenas a designação de patrocinadores executivos seniores nos gerentes de relacionamento com clientes e fornecedores e dedicados, mas também um modelo de confronto que conecta o pessoal de engenharia, compras, operações, qualidade e logística com suas contrapartes de fornecedores; uma cadência regular de reuniões operacionais e de planejamento estratégico e de revisão; e procedimentos de escalonamento bem definidos para garantir a rápida resolução de problemas ou conflitos no nível organizacional apropriado.
O gerenciamento eficaz do relacionamento com fornecedores requer uma análise em toda a empresa de quais atividades se envolver com cada fornecedor. A prática comum de implementar uma abordagem "tamanho único" para gerenciar fornecedores pode esticar recursos e limitar o valor potencial que pode ser derivado de relacionamentos estratégicos com fornecedores. segmentação de fornecedores, por outro lado, é sobre determinar que tipo de interações ter com vários fornecedores e qual a melhor forma de gerenciar essas interações, não apenas como um conjunto desconectado de transações siloizadas, mas de maneira coordenada em toda a empresa. fornecedores podem ser segmentados, não apenas pelos gastos, mas pelo valor potencial total (medido em várias dimensões) que pode ser realizado por meio de interações com eles. Além disso, os fornecedores podem ser segmentados pelo grau de risco ao qual a realização desse valor está sujeita.

### Atividades conjuntas
Atividades conjuntas com fornecedores podem incluir;
- Cúpulas de fornecedores, que reúnem todos os fornecedores estratégicos para compartilhar a estratégia da empresa, fornecem feedback sobre seu programa estratégico de gerenciamento de relacionamento com fornecedores e solicitam comentários e sugestões dos principais fornecedores.
- Reuniões de executivo para executivo
- Reuniões estratégicas de planejamento de negócios, nas quais líderes de relacionamento e especialistas técnicos se reúnem para discutir oportunidades conjuntas, potenciais obstáculos à colaboração, atividades e recursos necessários e compartilhar estratégias e tendências relevantes do mercado. As reuniões conjuntas de planejamento de negócios geralmente são acompanhadas de um processo claro para capturar idéias e inovações de fornecedores, direcioná-las às partes interessadas e garantir que elas sejam avaliadas quanto à adequação comercial e desenvolvidas e implementadas se forem consideradas comercialmente viáveis.
- Revisões operacionais de negócios, em que indivíduos responsáveis pelo gerenciamento diário do relacionamento revisam o progresso em iniciativas conjuntas, desempenho operacional e riscos.[9]

### Medição de valor
O SRM oferece uma vantagem competitiva, aproveitando talentos e idéias dos principais parceiros de suprimentos e traduz isso em ofertas de produtos e serviços para os clientes finais. Uma ferramenta para monitorar o desempenho e identificar áreas de melhoria é o scorecard de desempenho conjunto, bidirecional. Um balanced scorecard inclui uma mistura de medidas quantitativas e qualitativas, incluindo como os principais participantes percebem a qualidade do relacionamento. Esses KPIs são compartilhados entre cliente e fornecedor e revisados em conjunto, refletindo o fato de que o relacionamento é bidirecional e colaborativo, e que é necessário um forte desempenho de ambos os lados para que seja bem-sucedido. Organizações avançadas conduzem scorecards de 360 graus, onde fornecedores estratégicos também são pesquisados para obter feedback sobre seu desempenho, cujos resultados são incorporados ao scorecard.
Uma prática das organizações líderes é rastrear economias de SRM específicas geradas em nível de fornecedor individual e também em nível de programa agregado de SRM, por meio dos sistemas de medição de benefícios de compras existentes. Parte do desafio de medir o impacto financeiro do SRM é que existem muitas maneiras pelas quais o SRM pode contribuir para o desempenho financeiro. Isso inclui economia de custos (por exemplo, preços mais favorecidos dos clientes, esforços conjuntos para melhorar o design, a fabricação e a prestação de serviços para maior eficiência); oportunidades de receita incremental (por exemplo, acesso antecipado ou exclusivo a tecnologias inovadoras de fornecedores; esforços conjuntos para desenvolver produtos, recursos, embalagens etc. inovadores, evitando interrupções por meio de previsões conjuntas de demanda); e melhor gerenciamento de riscos. Em um estudo de 2004 da Vantage Partners, os entrevistados relataram que, em média, poderiam economizar pouco mais de US $ 43 milhões em seus resultados, implementando as melhores práticas de gerenciamento de relacionamento com fornecedores.

### Colaboração sistemática
Na prática, a SRM expande o escopo de interação com os principais fornecedores, além das transações tradicionais de compra e venda, para abranger outras atividades conjuntas que se baseiam em um turno.
- Compartilhamento de informações mais disciplinado e sistemático, e muitas vezes expandido
- Previsão conjunta de demanda e reengenharia de processos (gerou economias de 10 a 30% para as organizações líderes).[9]

### Tecnologia e sistemas
Existem inúmeras soluções tecnológicas que pretendem habilitar o SRM. Esses sistemas podem ser usados para coletar e rastrear dados de desempenho do fornecedor em sites, unidades de negócios e / ou regiões. O benefício é uma imagem mais abrangente e objetiva do desempenho do fornecedor, que pode ser usada para tomar melhores decisões de fornecimento, bem como identificar e resolver problemas sistêmicos de desempenho do fornecedor. É importante observar que o software SRM, embora valioso, não pode ser implementado na ausência de outras estruturas de negócios e alterações de processos recomendadas como parte da implementação do SRM como estratégia.

## Desafios
- Criando os casos de negócios
- Patrocínio executivo
- Calculando o ROI
- Desenvolvendo um discurso de vendas SRM
- Localizando fornecedores com recursos SRM

## SRM e gerenciamento de desempenho de fornecedores
Pode haver alguma confusão sobre a diferença entre o gerenciamento de desempenho do fornecedor (SPM) e o SRM. O SPM é um subconjunto do SRM. Uma maneira simples de expressar a diferença entre o SPM e o SRM é garantir que o fornecedor cumpra o que foi prometido no contrato, o que sugere um processo estreito e de mão única. A SRM, por outro lado, trata de gerar valor colaborativo para ambas as partes, resultando em custos mais baixos, risco reduzido, maior eficiência, melhor qualidade e acesso à inovação. Isso requer um foco na negociação do contrato e no gerenciamento do relacionamento resultante durante a implementação, bem como esforços sistemáticos conjuntos de descoberta de valor.